# کانتات (فیلم)
کانتات (Cantata) یک فیلم درام مجارستانی به کارگردانی میکلوش یانچو محصول ۱۹۶۳ است.